# Protitame discalis
Protitame discalis là một loài bướm đêm trong họ Geometridae.